# Сцелидозавриды
Сцелидозавриды (лат. Scelidosauridae) — семейство примитивных птицетазовых динозавров, близких к предкам анкилозавров и стегозавров. Типовой вид — Scelidosaurus harrisonii. Кроме Scelidosaurus в данное семейство входят Bienosaurus и, возможно, Scutellosaurus. 
Семейство сцелидозаврид было введено Эдвардом Дринкером Копом в 1869 году. Термин был вновь использован китайским палеонтологом Дун Чжимином в 2001 году после изучения Bienosaurus, которого объединяет с Scelidosaurus близкое сходство. Сцелидозавриды были найдены в отложениях ранней юры (возможно, дожили до поздней юры). Их окаменелости найдены в Китае, Англии и штате Аризона. Некоторые палеонтологи считают это семейство парафилетическим, но Майкл Бентон (2004) относит его к монофилетическим.